# Jardín Botánico de Pierre Fabre, La Michonne
El Jardín Botánico de Pierre Fabre del Bosc dal Mas ( en francés : Jardin botanique Pierre Fabre du Bosc dal Mas también conocido como Conservatoire botanique Pierre Fabre) es un jardín botánico privado de 4 hectáreas de extensión, mantenido por la sociedad sin ánimo de lucro "Institut Klorane". Se encuentra en Cambounet-sur-le-Sor, Soual, Francia.

## Localización
Jardin botanique Pierre Fabre del Bosc dal Mas, Soual, Tarn, Occitania, Francia.
Planos y vistas satelitales, 43°34′14″N 2°7′26″E / 43.57056, 2.12389
Está abierto a diario en los meses cálidos del año. Le entrada es gratuita.

## Historia
El jardín fue creado por Pierre Fabre, quién en 1965 adquirió "Klorane", una pequeña compañía cerca de París especializada en la manufactura de jabones, acto seguido la relanzó creando un gran acierto comercial « Laboratoires Pierre Fabre ». 
En el año 1994 fue creada la sociedad sin ánimo de lucro "Institut Klorane" para ayudar al mantenimiento del medioambiente.
En el 2001 el instituto abrió al público el jardín y conservatorio en Castres, la ciudad hogar de Fabre con la misión de estudio científico, preservación de especies en peligro, y como herramienta de educación del público en general.

### Colecciones
Actualmente el jardín botánico alberga más de 900 especies de plantas, agrupadas en :
- Plantas medicinales el grueso de la colección.
- Plantas cosméticas
- Plantas de cultivo como comestibles
- Invernaderos, con tres biotopos diferenciados, tropical con 120 especies, mediterráneo, árido con cactus y suculentas,
- Mansión y 5000 m² de jardín al aire libre.